# Pécsbagota
Pécsbagota es un pueblo ubicado en el distrito de Szentlőrinc, en el condado de Baranya, Hungría.

## Superficie
Posee una superficie de 6,070 kilómetros cuadrados.

## Demografía
Hasta 2019 la población era de 106 habitantes, con una densidad de población de 17,46 habitantes por kilómetro cuadrado.